# Суспільні комахи

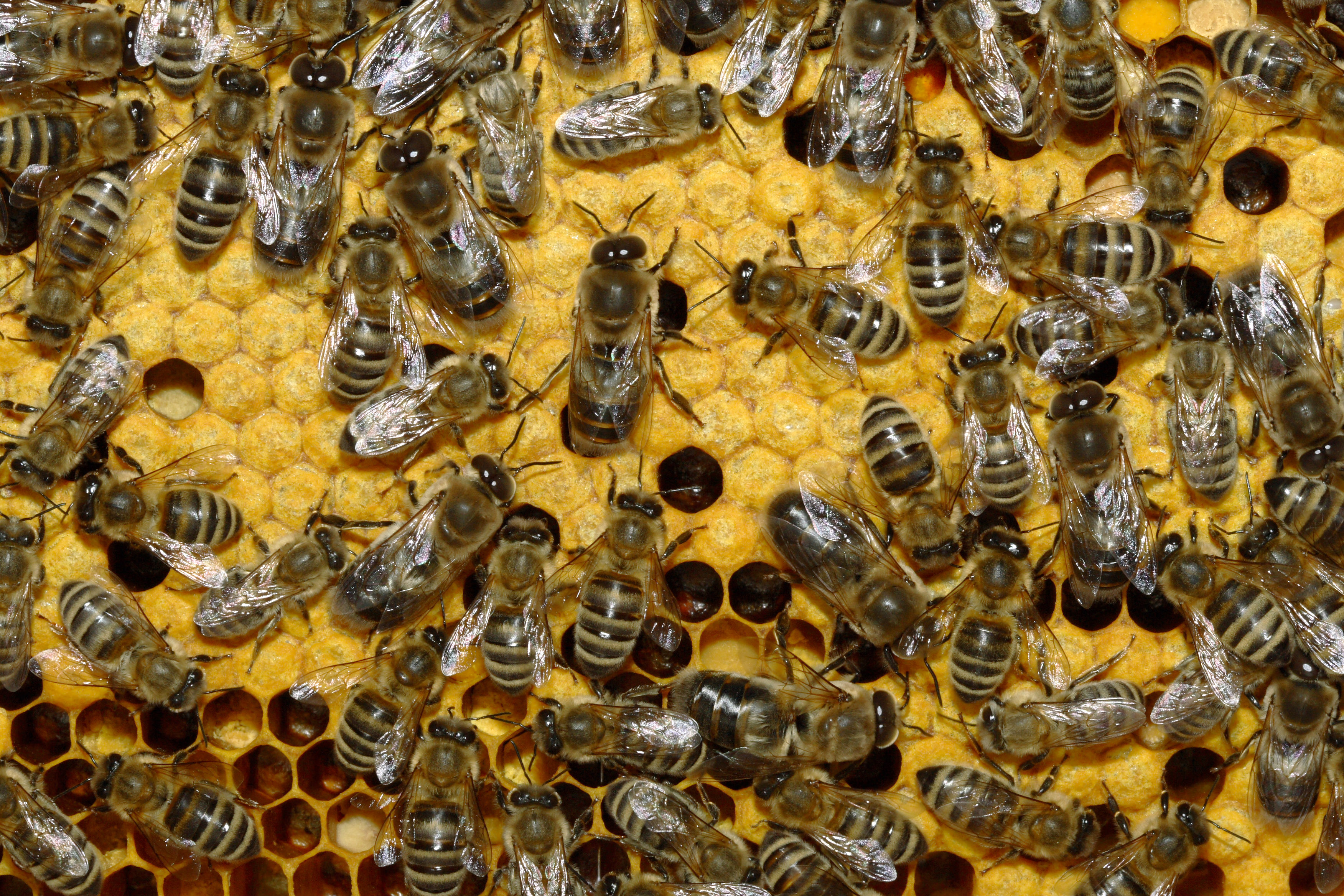
Бджоли — майже єдині суспільні одомашнені комахи

Суспільні комахи, гуртосімейні комахи — комахи, що відрізняються від інших за розподілом між особинами певних дій. Називаються гуртосімейними, оскільки своєю організацією формують так звану сім'ю («комашине суспільство»). До гуртосімейних комах належать мурахи, частина бджіл (зокрема, бджола медоносна, джміль), деякі оси, терміти.
У гуртосімейних комах в першу чергу діє розподіл за функцією. Наприклад, у бджіл це матка, робочі бджоли, трутні та ін. Вони відрізняються між собою не тільки виконуваною роботою, а й будовою тіла, таким чином, ці відмінності аналогічні до відмінностей між статями, але крім власне статевих особин — самців і самиць — з'являється один чи декілька видів безплідних «робітників». Існування кількох форм робочих особин характерне для багатьох мурах і термітів, у яких, зокрема, серед робочих особин виділяють т. зв. солдатів.
Також поділ за роботою часто пов'язаний з віком особини. Так, робоча бджола протягом життя змінює декілька робіт: догляд за личинками, будівництво стільників, нарешті, збір меду й охорона вулика.
Гуртосімейні комахи часто будують собі різні місця проживання: оси будують гнізда на деревах, мурахи будують мурашники, джмелі будують гнізда.
Бджіл, відомих своєю продуктивністю й організованістю, одомашнили ще близько 5000 років тому. Джмелів часто тепер одомашнюють і тримають для запилення овочевих культур у теплицях.

## Приклади

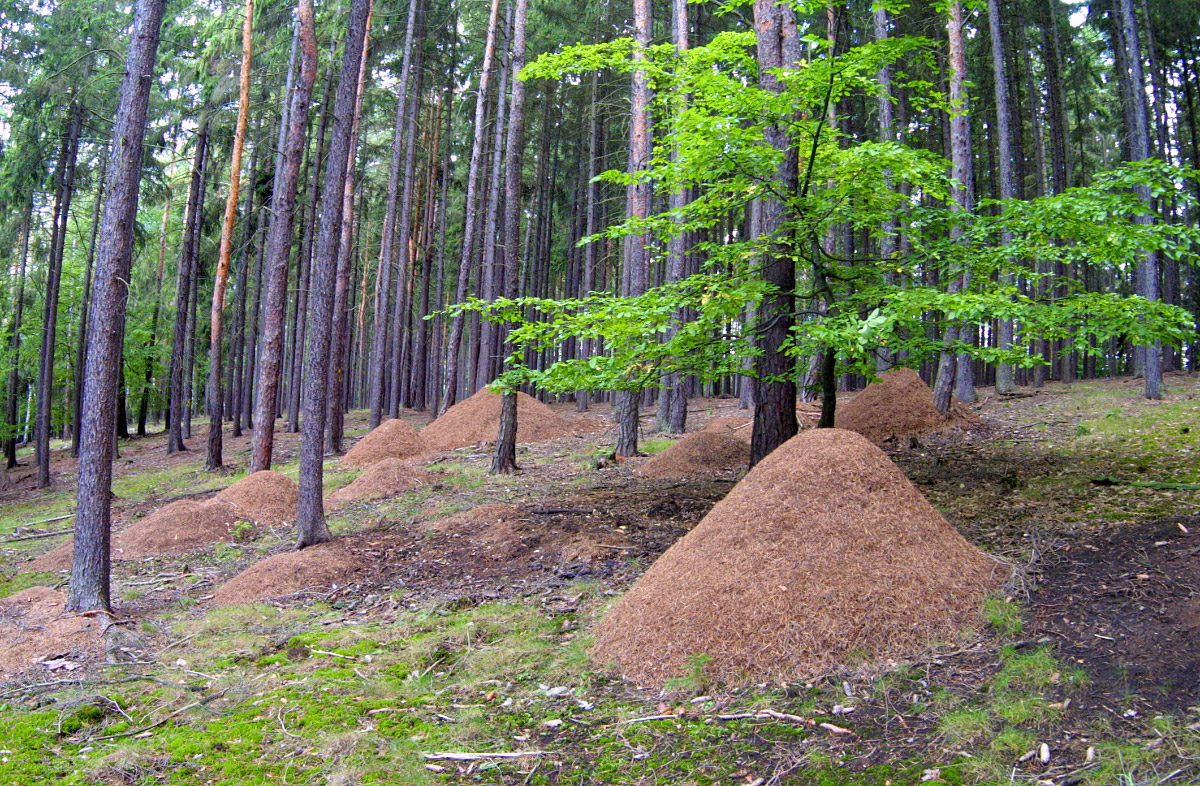
Мурашник — приклад колонії суспільних комах

Більшість суспільних комах належить до ряду Перетинчастокрилих. Причому, тільки представники родини Мурахи є повністю соціальними, тоді як в інших родинах перетинчастокрилих (бджоли і оси) спостерігаються всі стадії переходу від одиночного способу життя до гуртосімейного. Також до цієї групи відноситься ряд Терміти. Окремі ознаки соціальності спостерігаються також в інших групах комах, наприклад, у клопів, попелиць, вуховерток. Приклади гуртосімейних комах наведено нижче:
- Мурахи
- Оси
- Бджоли
- Терміти
- Джмелі